# الکسیس موندوسا
الکسیس موندوسا (اسپانیایی: Alexis Mendoza‎؛ زادهٔ ۸ نوامبر ۱۹۶۱) بازیکن سابق و مربی فوتبال اهل کلمبیا است.
از باشگاه‌هایی که در آن بازی کرده‌است می‌توان به باشگاه ورزشی اتلتیکو جونیور اشاره کرد.
وی همچنین در تیم ملی فوتبال کلمبیا بازی کرده‌است.